# 奇霍 (喬治亞州)
奇霍（英語：Chehaw）是位於美國喬治亞州李縣的一個非建制地區。該地的面積和人口皆未知。

## 地理
奇霍的座標為31°42′31″N 84°03′02″W / 31.70861°N 84.05056°W，而該地的平均海拔高度為81米（即266英尺）。